# Mizushima Azumi
Azumi Mizushima là một nữ diễn viên phim người lớn Nhật Bản; số đo ba vòng: 84 - 61 - 93. Vào năm 2012, cô tuyên bố giải nghệ vì những nội dung không che bị rò rỉ mà không được phép.

## Các bộ phim

### 2010
- CRPD-360 水嶋あずみ デッサンモデルは極上ボディーの露出痴女 水嶋あずみ - Azumi-chan, người mẫu dâm đãng, phơi bày những đường nét thân thể đẹp nhất

### 2011
- NOP-019 ネオパンストフェティッシュ バレエ教室のコーチに特別レッスンを受けるあずみちゃんは、ノーパンパンストエロバレリーナ 水嶋あずみ - Azumi-chan trong lớp học ba lê đặc biệt của huấn luyện viên ái vật quần vớ

### 2012
- NHDTA-276 お尻が大きいせいでピチピチのズボンが破けて恥じらう美女を見かけたら觸らずにいられますか？ 坂本理沙・水嶋あずみ - Bạn có thấy cần phải kiềm chế không sờ mó trước một phụ nữ đẹp mặc quần bị rách?
- HAVD-837 狂おしき接吻と情交 新妻と義父 水嶋あずみ - Cưỡng hôn và cưỡng dâm - Bố chồng và con dâu